# Жанна (ураган)
Ураган «Жанна» (англ. Hurricane Jeanne) —самый смертоносный тропический циклон в атлантическом бассейне со времен Митча в 1998 году. Четвертый ураган, который поразил Флориду в 2004 году, после ураганов: Чарли, Фрэнсис, и Иван.
Ураган принес рекордные наводнений на севере до Западной Виргинии и Нью-Джерси, прежде чем ее остатки повернули на восток в открытую Атлантику. Из-за урагана погибло по меньшей мере 3006 человек на Гаити, в одном только Гонаиве около 2800 смертей, который был почти смыт наводнениями и оползнями. Шторм также вызвал 18 смертей в Доминиканской Республике, 8 смертей в Пуэрто-Рико и 5 в остальной части Соединенных Штатов, в результате чего общее число смертей достигло по меньшей мере 3037, что сделало ураган Жанна одним из самых смертоносных атлантических тропических циклонов, когда-либо зарегистрированных. Окончательный имущественный ущерб в континентальной части Соединенных Штатов составил 7,5 млрд долларов, плюс дополнительные 270 млн долларов в Доминиканской Республике и 169,5 млн долларов в Пуэрто-Рико.

## Влияние

### Доминиканская республика
В Доминиканской Республике шторм вызвал проливные дожди, в результате которых погибло более двух десятков человек. Ущерб составил 270 миллионов долларов (в долларах США 2004 года).

### Гаити
К 17 сентября сильные дожди общим количеством около 13 дюймов (330 мм) в северных горах Гаити вызвали сильное наводнение и оползни в департаменте Артибонит, нанеся особый ущерб прибрежному городу Гонаив, где пострадало около 80 000 из 100 000 жителей города. По состоянию на 6 октября 2004 года официальный отчет насчитал 3006 погибших, из которых 2826 были только в Гонаиве. Еще 2601 человек получили ранения.
Десятилетия вырубки лесов привели к тому, что окружающие долины не смогли выдержать 30 часов дождя от урагана Жанна, что привело к массивным оползням. Грузовики с гуманитарной помощью были вынуждены преодолевать паводковые воды и сели на Национальном маршруте 1. Кроме того, наводнение уничтожило весь урожай риса и фруктов в Артибоните, который считался «житницей Гаити». Некоторые жители хоронили невостребованные трупы на своих задних дворах. Также имели место массовые захоронения тел, сброшенных в огромную яму из самосвалов, несмотря на возражения против их церемониального характера и недовольство со стороны Всемирной организации здравоохранения из-за популярного, но неверного убеждения, что трупы приведут к катастрофическим вспышкам экзотических заболеваний.

## Записи
В результате воздействия урагана весной 2005 года Всемирной метеорологической организацией было исключено из ротационного списка названий тропических циклонов, и оно больше никогда не будет использоваться для тропических циклонов Атлантического бассейна. В сезоне 2010 года оно было заменено на имя Джулия.